# Кісельов Андрій Миколайович
Кісельов Андрій Миколайович (нар. 2 січня 1981) — народний депутат України 8-го скликання. Член депутатської фракції «Опозиційний блок».

## Життєпис
Народився 2 січня 1981 року в Донецьку.
- 2003—2004 — служба в лавах Збройних сил України у Львові.
- 2004—2011 — компанія «УкрМет», комерційний директор.
- 2006—2010 — Куйбишевська районна рада у Донецьку, депутат V скликання.
- 2010—2014 — Донецька міська рада — депутат VI скликання.
- З 2011 року — голова міської організації «Молоді регіони» (Партія регіонів) у Донецькій області[4].
- З 27.11.2014 — народний депутат України VIII скликання[5].

Участь у комітетах:
- з питань податкової та митної політики
- асамблея ВРУ та Сейму Литви
- член групи з міжпарламентських зв'язків зі Швейцарією, Великою Британією, Туреччиною, Німеччиною, Китаєм, Казахстаном, США.

### Бізнес
Власник компанії «УкрМет», одного з найбільших експортерів металобрухту, 2014 року компанія посіла 65-у позицію в рейтингу «Форбс Україна» найбільших компаній з 5 млрд гривень 2012 року. Влітку 2013 року компанія отримала більше 65 % піврічної норми квот на експорт брухту з України. Компанію зареєстровано на офшор «Рафкаркорпорейшн» (Віргінські острови).
Разом із дружиною Наталією є власником компанії «Укртрейд Компані ЛТД». Підприємство займається торгівлею паливом, рудами, металами та промисловими хімічними речовинами, гуртовою торгівлею зерном, необробленим тютюном, насінням і кормами для тварин. Статутний капітал складає 1 мільйон гривень. За 2016 рік отримав Андрій дивідендів від цієї компанії на суму 7,94 млн грн, за 2017-й — 2,8 млн грн.
Разом із родиною володіє двома будинками та квартирою, уся нерухомість знаходиться у Донецьку. Квартиру площею 65,2 м2 було придбано 25 листопада 2016 року, після окупації цієї території терористичною організацією ДНР. Дружина володіє автомобілем Land Rover. Готівкою на кінець 2016 року задекларовано суму 4,6 млн грн та 670 тис. дол. Дружина задекларувала 1,3 млн грн та 160 тис. доларів (2016) та 500 тис. грн (2017).

### Політика
На осінніх парламентських виборах 2014 року був обраний нардепом за загальнодержавним багатомандатним виборчим округом. Був № 17 у виборчому списку партії «Опозиційний блок».
18 січня 2018 року був одним із 36 депутатів, що голосували проти Закону про визнання українського суверенітету над окупованими територіями Донецької та Луганської областей.

### Освіта
- 2003 — Донецький університет економіки і торгівлі, факультет управління та менеджмент підприємств.
- 2011 — Донецький юридичний інститут, факультет права.

### Інше
Колекціонує дорогоцінні годинники: F.P.Journe, Rolex, Vacheron Constantin, Harry Winston, Bovet, Tiffany. Організатор конкурсу «Родовідне дерево». Власник організації «Благодійний фонд Андрія Кісельова».

### Сім'я
- Дружина — Кисельова Наталія Сергіївна.
- Троє синів: Єгор, Степан і Федір.